# Biais de groupe
 (août 2018).
Si vous disposez d'ouvrages ou d'articles de référence ou si vous connaissez des sites web de qualité traitant du thème abordé ici, merci de compléter l'article en donnant les références utiles à sa vérifiabilité et en les liant à la section « Notes et références ».
 (août 2018).
- Si vous ne connaissez pas le sujet, laissez ce bandeau (vous pouvez alors contacter les auteurs).
- Si vous supprimez le contenu mis en cause (vous pouvez préalablement contacter les auteurs),

argumentez précisément cette suppression dans la page de discussion
(un manque de référence n'est pas un argument ; une recherche réelle de référence doit avoir été effectuée, être formellement documentée).
En psychologie sociale , un biais de groupe (en anglais, groupshift) est le phénomène par lequel les positions initiales des membres individuels d'un groupe sont exagérées vers une position plus extrême, précisément parce qu'ils sont en groupe.

## Généralités
Lorsque les gens sont en groupe, ils prennent des décisions sur le risque différemment de ceux qui sont seuls. Regroupés, les gens sont enclins à prendre des décisions plus risquées car le risque partagé fait croire à la personne qu’elle risque moins, la responsabilité se dilue entre chaque individus.
Un exemple de partialité de groupe est lorsque les fans d'une équipe sportive célèbrent la victoire de leur équipe et que leur célébration mène à la destruction de biens. Ce qui semble se produire au sein des groupes, c’est que les discussions ont conduit à un changement significatif des positions des membres en termes de souhait d’une position plus extrême dans la direction qu’ils soutenaient initialement avant de commencer une discussion; ainsi, les individus les plus conservateurs deviennent encore plus prudents et ceux qui sont plus agressifs prennent encore plus de risques. Par exemple, une étude a examiné ce qui se passe si l'on demande de discuter de questions raciales à des étudiants ayant des préjugés et si l'on demande la même chose à des étudiants ne manifestant pas de préjugés. Les résultats montrent que les élèves ayant des préjugés ont renforcé leur point de vue, alors que les élèves sans jugement avaient encore moins de préjugés (Myers et Bishop, 1970).
On peut donc dire que les discussions de groupe ont tendance à exagérer les positions initiales du groupe.
Cette idée semble avoir une sorte de corrélation avec les principes de base de la pensée de groupe, qui est un mode de pensée que les gens adoptent lorsqu'ils sont profondément impliqués dans des groupes cohérents, lorsque les membres s’efforcent de faire en sorte que l’unité du groupe surmonte la motivation des membres à apprécier de manière réaliste d’autres solutions.
Le biais de groupe peut être vu clairement dans la pensée de groupe comme un modèle typique de pensée sous-établie qui se produit dans des situations de groupe et peut être observé dans toute société. Ce phénomène est donc évident dans les situations suivantes : groupes étudiants, gouvernement, équipes sportives, membres d'un jury, militants, etc.
On le retrouve dans l'Expérience de Asch où l'individu est influencé par le groupe dans lequel il est étudié, mais aussi dans les Effets de mode

## Origine
La première définition du biais de groupe était changement ou biais risqué et a été inventée au début des années 1960, puis elle a été utilisée pour décrire la tendance des personnes à prendre plus de risques au sein des groupes, contrairement aux décisions que les gens auraient pris face au même problème s'ils étaient seuls (Baumeister et Bushman, 2008).
Cependant, il y a des incohérences avec les premières études, ce qui amène certains chercheurs à introduire le terme biais ou changement fort, parce que le groupe a tendance à être d'accord avec la décision, mais dans ce cas, la décision serait plus conservatrice ou forte (Baumeister et Bushman, 2008).

## Causes du biais de groupe
Quelle est la cause de ce phénomène ? Plusieurs explications tentent de donner une raison pour laquelle le biais de groupe se produit.
- Les groupes diluent la responsabilité : la diffusion des responsabilités à travers le groupe semble donner aux membres de ces groupes la liberté d'agir comme ils l'entendent (Wallach, Kogan & Bem 1964). Les liens émotionnels créés dans le groupe diminuent l'anxiété au sein du groupe et le risque réel que la situation semble moins grave.
- Brown (1965) indique que le statut social au sein des groupes est généralement associé à la « prise de risque », conduisant inconsciemment les personnes à éviter une position qui semble présenter peu de risques pour les autres.
- Collins et Guetzkow (1964) suggèrent que ceux qui sont enclins à prendre des risques élevés sont plus confiants au sein du groupe et peuvent donc persuader les autres de prendre aussi des risques.
- Bateson (1966) suggère que lorsque les gens prêtent attention à une action possible, ils en deviennent plus familiers et plus à l'aise, et perçoivent donc moins le risque.

La taille du groupe a également un effet sur la sensibilité du groupe à la polarisation. Plus le nombre de personnes dans un groupe est élevé, plus la tendance à la « désindividualisation » est grande, en d'autres termes, la désindividualisation n'est qu'un effet de la taille du groupe.
À mesure que les groupes s'agrandissent, les tendances à la prise de risque sont également amplifiées.
De plus, de nombreuses recherches scientifiques suggèrent que les hommes sont plus enclins à prendre des risques que les femmes (Wilde, 1994), un trait qui a probablement des racines à la fois physiologiques et sociales.
De nombreuses statistiques sur les accidents corroborent cette affirmation. Par exemple, au cours de la période 1984-1996 au Canada, 90% des décès dus aux avalanches étaient des hommes (Jamieson et Geldsetzer, 1996).

## Utiliser le biais risqué
Quelles que soient les causes de ce phénomène ou les préoccupations relatives à la généralité de ce phénomène, il est évident que les individus sont manipulés pour prendre leurs décisions.
Les mécanismes à l'origine du biais de groupe post-discussion entraînent un changement dans la perception du domaine du problème par certains ou tous les membres du groupe. C'est donc lors du processus de perception que le leader devrait être attendu sur la manière d'éduquer les gens en termes d'amélioration de leurs compétences décisionnelles.

## Prévention des biais de groupe
Comment les chefs d'équipe peuvent-ils limiter le biais de groupe? Veiller à ce que l’attention de l’équipe soit maintenue et à ce que les valeurs positives et les comportements constructifs soient systématiquement appliqués dans toutes les décisions et actions planifiées.

### Voir également
- Effet d'appartenance ethnique
- Influence sociale
- Paradoxe d'Abilene
- Pensée de groupe